# Lê Uy Mục
 (octobre 2018).
Si vous disposez d'ouvrages ou d'articles de référence ou si vous connaissez des sites web de qualité traitant du thème abordé ici, merci de compléter l'article en donnant les références utiles à sa vérifiabilité et en les liant à la section « Notes et références ».
Lê Uy Mục (5 mai 1488 - 1er décembre 1509), né sous le nom Lê Tuấn ou Lê Nghị, est le huitième empereur du Đại Việt (ancêtre du Viêt Nam) de la dynastie Lê. Il règne de 1504 à 1509.